# 康拉德·沃尔夫拉姆
康拉德·沃尔夫拉姆（Conrad Wolfram，1970年—）是一位英国技术专家和商人，他以在信息技术及其应用方面的工作著称。

## 工作
康拉德·沃尔夫拉姆于1991年创建了沃尔夫勒姆欧洲有限公司，并一直担任管理总监。 1996年，他又成为沃尔夫勒姆研究公司的策略和国际总监，另外，他还负责沃尔夫勒姆亚洲有限公司与wolfram.com网站的互动工作。
沃尔夫勒姆研究公司由他的哥哥斯蒂芬·沃尔夫勒姆创建，斯蒂芬·沃尔夫勒姆是Mathematica软件和Wolfram Alpha知识引擎的主要发明者。
康拉德·沃尔夫拉姆主要负责将Mathematica的使用从纯计算系统移到开发和部署引擎。 他推动了一系列技术产品，如 Mathematica Player 系列和 web Mathematica，并且促进系统内的自动化功能的进一步增强。 他提出了“使新的应用程序都作为新文档实现”（making new applications as everyday as new documents） 的口号，并且以此推动互动出版技术的进步。 他还提出“如果一副图片胜过千言万语，那么一份互动文档胜过千幅图片”（If a picture is worth a thousand words, an interactive document is worth a thousand pictures）的想法。 这些技术理念推动了可计算文档格式的产生。
康拉德·沃尔夫拉姆是IMS大会创立委员会成员。

## 数学教育改革
康拉德·沃尔夫拉姆是通过使用信息技术推动数学教育改革的主要倡导者。 并且是 computerbasedmath.org（页面存档备份，存于） 的创建者。他认为：“有些情况用手动计算很重要，但是这只是很少数的情况。大部分时候你应该假设学生们应该使用电脑，就像现实生活中每个人都使用电脑来完成任务。” 而且“学校中的数学与实际生活中用来解决问题的数学严重脱节”。 在与 Guardian 的一次访谈节目中，他还把用计算机代替手动计算描述为 "民主化的能力"。
2009年他在欧洲议会上的TEDx大会上谈论教育改革。 在 TED Global 2010 大会上，他说："数学应该更加实用和概念化，少一些机械的内容"
他是伦敦国王学院的计算机科学咨询委员会成员。

## 个人简介
康拉德·沃尔夫拉姆于1970年出生于英国牛津，他曾就读于伊顿公学、剑桥大学彭布罗克学院。 在剑桥大学，他获得自然科学和数学硕士学位。